# Pest from the West
Pour plus de détails, voir Fiche technique et Distribution.
Pest from the West est le premier court métrage de la Columbia Pictures dans lequel a tourné Buster Keaton.
Keaton a joué dans dix films pour ce studio entre 1939 et 1941 : Pest from the West fut donc suivi de Mooching Through Georgia (1939), Nothing but pleasure (1940), Pardon My Berth Marks (1940), The Taming of the Snood (1940), The Spook Speaks (1940), His Ex Marks the Spot (1940), So You Won't Squawk (1941), General Nuisance (1941) et She's Oil Mine (1941).

## Synopsis
Keaton est un millionnaire en vacances au Mexique qui tombe amoureux d'une senorita (Lorna Gray) et décide de la séduire.

## Fiche technique
- Titre : Pest from the West
- Réalisation : Del Lord
- Scénario : Clyde Bruckman et Buster Keaton
- Directeur de la photographie : Henry Freulich
- Producteur : Jules White
- Pays d’origine :  États-Unis
- Langue originale : anglais

## Production
C'est le premier film réalisé par Columbia Pictures avec Keaton. On y retrouve un condensé de son long métrage anglais Un baiser SVP (The Invader) de (1935). Clyde Bruckman, le scénariste habituel de Keaton à l'époque du muet, a collaboré au scénario tandis que le canadien Del Lord, le vétéran des comédies, en a assuré la réalisation. La distribution comprend les acteurs habituels de la Columbia, Lorna Gray, Gino Corrado, Richard Fiske, Bud Jamison, Eddie Laughton, et Ned Glass avec la voix des vedettes de courts métrages Charley Chase et Curly Howard qu'on entend sur la bande son.
Une grande partie du film a été tournée sur place à Balboa en Californie. (Keaton tombe à plusieurs reprises de son bateau dans la baie de Balboa). Les décors de village mexicain ont été adaptés à partir d'éléments déjà utilisés dans le film de la Columbia, Lost Horizon en 1937.

## Réception
Pest from the West a été un énorme succès en salles et a reçu des éloges dithyrambiques des exploitants. Keaton a joué dans neuf autres courts métrages pour la Columbia, le dernier étant She's Oil Mine. Pest from the West emprunte largement à un autre film de Keaton, Le Plombier amoureux (1932).

## Source de la traduction
- (en) Cet article est partiellement ou en totalité issu de l’article de Wikipédia en anglais intitulé « Pest from the West » (voir la liste des auteurs).